# Parafia św. Mikołaja w Gegabraście
Parafia św. Mikołaja – prawosławna parafia w Gegabraście, w dekanacie wisagińskim eparchii wileńskiej i litewskiej Rosyjskiego Kościoła Prawosławnego.
Parafia została erygowana w 1889 na potrzeby kilkudziesięciu prawosławnych rodzin rosyjskich, które w latach 60. XIX wieku zostały sprowadzone na teren dzisiejszego rejonu poswolskiego (wcześniej mieszkańcy miejscowości należeli do parafii w Poniewieżu). W pierwszych latach istnienia placówki duszpasterskiej jej świątynią była kaplica urządzona w prywatnym domu jednej z rodzin. Wolno stojąca cerkiew została wzniesiona w 1896 dzięki pomocy arcybiskupa wileńskiego i litewskiego Hieronima.
Do 1919 parafia prowadziła szkołę, której budynek został jej zarekwirowany przez władze niepodległej Litwy. W latach 30. XX wieku, po negocjacjach z zarządem eparchii wileńskiej i litewskiej, obiekt został zwrócony pierwotnym właścicielom. W 1937 parafia liczyła 885 wiernych.
W 1941, z polecenia egzarchy Krajów Bałtyckich, metropolity Sergiusza w skład parafii weszły jako jej filie cerkwie w Birżach, Lebeniszkach i Pozwole. Według statystyk z roku następnego parafia liczyła 212 wiernych.
W latach 1943–1958 proboszczem parafii był ks. Nikołaj Gurjanow, otaczany za życia niezwykłym szacunkiem przez prawosławnych mieszkańców północnej Litwy, uznawany za świętego starca (mimo faktu niezłożenia ślubów mniszych), ojciec duchowy mniszek z monasteru św. Marii Magdaleny w Wilnie. Po jego przeniesieniu do eparchii pskowskiej cerkiew w Gegabraście była obsługiwana przez duchownych z parafii w Rokiszkach, Poniewieżu lub Oniksztach.
Na początku XXI w. z powodu małej liczby wiernych (kilkanaście osób), nabożeństwa parafialne odbywały się kilka razy w roku.